# Целлер, Эрнст фон
Эрнст Фридрих Альберт фон Целлер (нем. Ernst Friedrich Albert von Zeller; 1830—1902) — немецкий зоолог и психиатр.

## Биография
Эрнст Целлер родился 2 декабря 1830 года в городе Штутгарте. Изучал медицину в Берлинском университете, затем в Университете Тюбингена, где и получил степень врача.
В 1854 году Э. Целлер поступил ассистентом в психиатрическую клинику в Зигбурге, в 1856 году назначен заведующим «отделением для умалишённых» кантональной больницы Мюнстерлинген, в 1862 году перешел в Винненталь в качестве ассистента при его отце, на место которого назначен директором в 1877 году, и в этой должности состоял до 1900 года. 
Значительную часть свободного от основной работы времени фон Целлер посвящал естественным наукам, преимущественно изучению биологии паразитов и пресноводных беспозвоночных животных.
Эрнст Фридрих Альберт фон Целлер умер 18 сентября 1902 года в родном городе.

## Избранная библиография
- «Untersuchungen über die Entwicklung des Diplozoon paradoxum» («Zeitschr. f. wiss. Zool.», 1872);
- «Untersuchungen über die Entwicklung und den Bau des Polystomum integerrimum» (там же, 1874);
- «Ueber Leucochloridium paradoxum und die weitere Entwicklung seiner Distomeenbrut» (там же, 1874);
- «Weitere Beiträge zur Kenntnis der Polystomeen» (там же, 1876);
- «Untersuchungen über die Fortpflanzung und die Entwicklung der in unseren Batrachiern schmarotzenden Opalinen» (там же, 1877).